# Roberto Pompanin
Roberto Pompanin (Cortina d'Ampezzo, 7 luglio 1957) è un bobbista italiano, attivo dalla metà degli anni ottanta alla metà degli anni novanta.
Nel 1985 partecipa a una gara di coppa del mondo a Cortina d'Ampezzo rappresentando il Bob Club Cortina, e nel 1986 si laurea campione italiano assoluto di bob a quattro. Sempre nella stessa disciplina ottiene il terzo posto nel 1988. È uno degli oltre 1400 "Regolieri" ampezzani ed è soprannominato "Bortel". I Regolieri sono i capifamiglia discendenti dall'antico ceppo ampezzano, che amministrano il patrimonio comunitario secondo i Laudi, le antiche leggi approvate dall'assemblea costituita dai capifamiglia L'istituto regoliero è riconosciuto dal diritto dello Stato italiano attraverso specifiche leggi che ne tutelano la particolare realtà. Dal 1990 le Regole gestiscono anche il Parco Naturale delle Dolomiti d'Ampezzo. Dal 1989 e fino al 2021 è stato Comandante Pilota in Alitalia. Si è ritirato in pensione alla fine del 2021 e con una Lista Civica "Cortina Nostra" si è proposto come candidato Sindaco nel Comune di Cortina d'Ampezzo (BL)  ed è stato eletto a giugno del 2022 Consigliere Comunale con 456 voti. 